# Salar la tierra
Salar la tierra, es un ritual que consiste en echar sal sobre las ciudades conquistadas para simbolizar su reinhabilitación. Se originó como una práctica simbólica en Oriente Próximo y se convirtió en motivo de folclore durante la  Edad Media. No hay pruebas de que en algún caso se llegase a aplicar la cantidad de sal necesaria para inutilizar un terreno.

## Destruyendo ciudades
La costumbre de purificar o consagrar una ciudad destruida con sal y que maldeciría a todo el que osase reconstruirla se extendió por todo antiguo Oriente Próximo, pero se desconoce el proceso histórico de la acción.
Varios textos hititas y asirios hablan de la ceremonia de salar la tierra, ya sea con propio cloruro de sodio, minerales o plantas (maleza, "cress" o "kudimmu", asociadas todas ellas a la salificación y la desolación) sobre las ciudades destruidas, incluyendo Hattusa, Taidú, Arinna, Hunusa, Irridu, y Susa. El Libro de los Jueces (9:45) cuenta que Abimelech, en el juicio de los israelíes, hizo esto con su propia capital, Siquem, con sal, en el 150 aC, tras reprimir una revuelta en su contra.
Un evento muy citado era el ocurrido tras la victoria de Roma sobre Cartago en la tercera guerra púnica (149 a. C.), donde tras conquistar y arrasar con la ciudad fenicia el general Escipión Emiliano y sus hombres cubrieron con sal el suelo de la urbe y sus alrededores, aunque otras fuentes señalan que sería una leyenda apócrifa.

## Castigando a los traidores

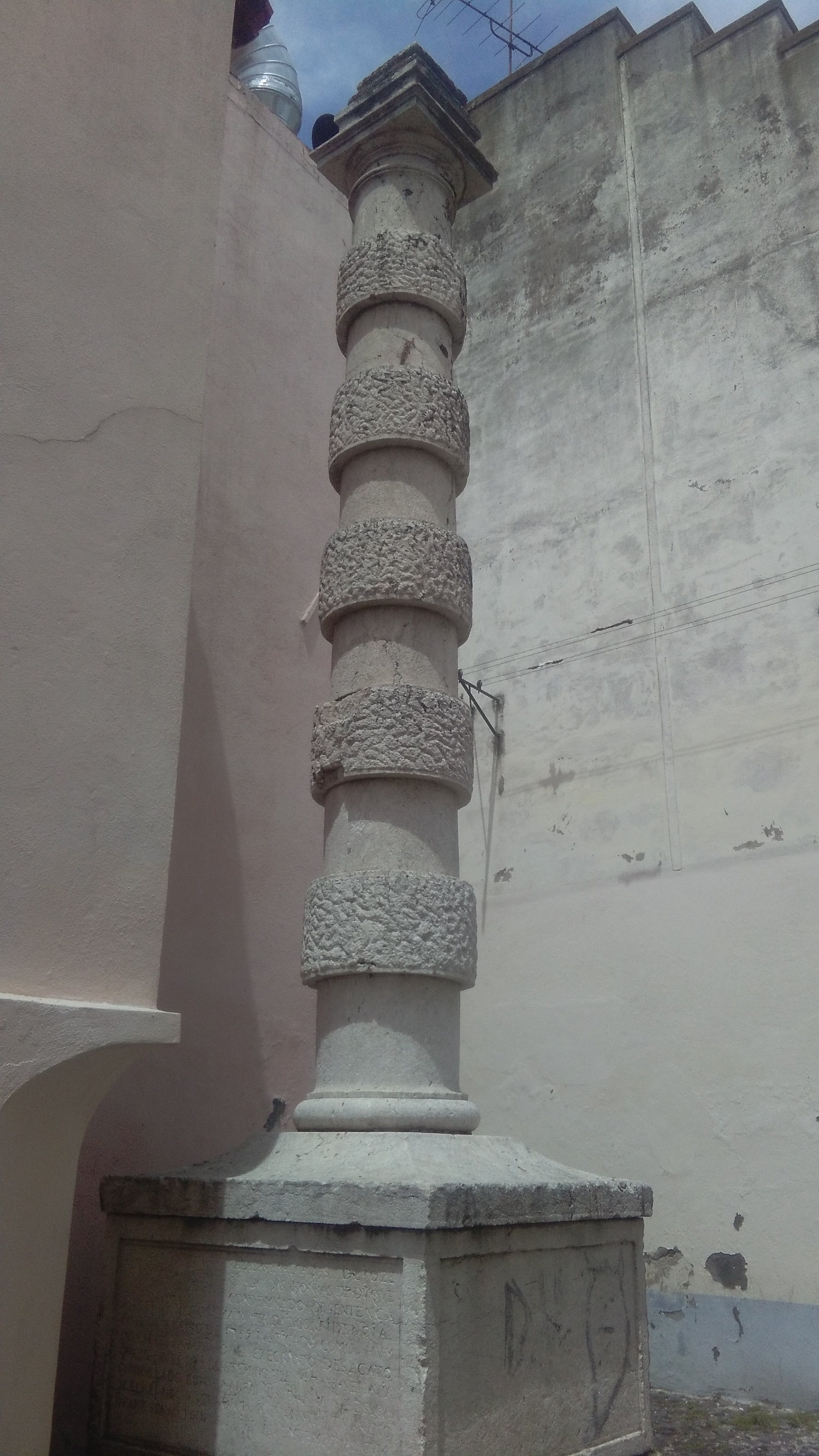
Monumento de piedra al castigo del ducado de Aveiro en Santa Maria de Belém, Lisboa.

En España y el Imperio español, se solía verter sal sobre el terreno de un traidor convicto (que generalmente era ejecutado y su cabeza se exhibía en la plaza del pueblo clavada en una pica), tras demoler su vivienda.[cita requerida]
Asimismo, en Portugal, también se llevaba a cabo esta práctica al igual que en el resto de España. El último suceso conocido fue el del ducado de Aveiro, en Lisboa, durante el año 1759, debido a su participación en  el proceso de los Távora (una conspiración contra el Rey José I de Portugal). Su palacio se derruyó y sus tierras fueron saladas. Hoy en día perdura un monumento de piedra en memoria del duque, donde pone:
En este lugar se derruyeron y salaron las viviendas de José Mascarenhas, despojado de los honores del Duque de Aveiro y otros... Puesto en justicia como uno de los líderes más bárbaros y abominablemente activos... fue cometido contra la persona más real y sagrada del Señor José I. En esta fatídica tierra no se volverá a construir nada por el resto del tiempo.

## Leyendas
Una antigua leyenda cuenta que la locura fingida de Odiseo se demostró cuando uncía un caballo y un buey para que salasen la tierra.

## Pies de página y referencias
1. ↑  https://twitter.com/RAEinforma/status/728206383557054470
2. ↑  Ridley, 1986, p. 144.
3. 1 2  Gevirtz, 1963.
4. ↑  Stevens, 1988.
5. ↑  Weinfeld, Moshe. Deuteronomy and the Deuteronomic School, 1992, ISBN 0-931464-40-4, p. 110
6. ↑  Chavalas, Mark. The ancient Near East: historical sources in translation p. 144-5.
7. ↑  Persians: Masters of Empire, de los editores de Time-Life Books. Alexandria, Va.: Time-Life Books, 1995. ISBN 0-8094-9104-4 p. 7-8.
8. ↑  Ripley, George; Dana, Charles A. (1858–1863). «Carthage». The New American Cyclopædia: a Popular Dictionary of General Knowledge 4. New York: D. Appleton. p. 497. OCLC 1173144180. Consultado el 29 de julio de 2020.
9. ↑  Warmington, B.H. (1988). «The Destruction of Carthage: A Retractatio». Classical Philology 83 (4): 308-310. JSTOR 269510. S2CID 162850949. doi:10.1086/367123.
10. ↑  Joseph Hughes, An authentick letter from Mr. Hughes, a Gentleman residing at Lisbon..., Londres 1759, p. 25
11. ↑  Este hecho no aparece en el relato de Homero, pero se menciona en la tragedia perdida de Sófocles, llamada The Mad Ulysses: James George Frazer, ed., Apollodorus: The Library, II:176 footnote 2; Higino, Fabulae 95 aunque no se dice nada de la sal.